# Vuelta a Burgos 2020
Vuelta a Burgos 2020 var den 42. udgave af det spanske landevejscykelløb i Burgos. Løbet foregik i perioden 28. juli til 1. august 2020. Løbet var en del af UCI ProSeries 2020 og var i kategorien 2.Pro. Den samlede vinder af løbet blev belgiske Remco Evenepoel fra Deceuninck-Quick Step.

## Ryttere og hold
| UCI WorldTeams (14)- Deceuninck-Quick Step - Bora-Hansgrohe - Groupama-FDJ - Bahrain McLaren - Israel Start-Up Nation - CCC Team - Movistar Team - Jumbo-Visma - UAE Team Emirates - NTT Pro Cycling - Mitchelton-Scott - Ineos - Astana - Trek-Segafredo UCI ProTeams (6)- Gazprom-RusVelo - Caja Rural-Seguros RGA - Nippo Delko One Provence - Burgos-BH - Bingoal-Wallonie Bruxelles - Euskaltel-Euskadi UCI Kontinentalhold (2)- Equipo Kern Pharma - Kometa-Xstra |
| |

### Danske ryttere
- Michael Mørkøv kørte for Deceuninck-Quick Step
- Christopher Juul-Jensen kørte for Mitchelton-Scott
- Mads Pedersen kørte for Trek-Segafredo

## Etaperne
| Etape    | Dato     | Start – Mål                    | type              | Afstand (km) | Etapevinder         | Førende rytter      |
| -------- | -------- | ------------------------------ | ----------------- | ------------ | ------------------- | ------------------- |
| 1. etape | 28. jul. | Burgos – Burgos                | flad etape        | 157          | Felix Großschartner | Felix Großschartner |
| 2. etape | 29. jul. | Castrojeriz – Villadiego       | flad etape        | 168          | Fernando Gaviria    | Felix Großschartner |
| 3. etape | 30. jul. | Sargentes de la Lora           | middel bjergetape | 150          | Remco Evenepoel     | Remco Evenepoel     |
| 4. etape | 31. jul. | Gumiel de Izán – Roa           | kuperet etape     | 163          | Sam Bennett         | Remco Evenepoel     |
| 5. etape | 1. aug.  | Covarrubias – Lagunas de Neila | bjergetape        | 158          | Iván Sosa           | Remco Evenepoel     |

### 1. etape
| \| Etaperesultat \| Etaperesultat \| Etaperesultat \| Etaperesultat \| Etaperesultat \| \| Rytter \| Rytter \| Hold \| Tid \| \| \| ------------- \| ------------------- \| ---------------------- \| ------------- \| ------------- \| \| 1. \| Felix Großschartner \| Bora-Hansgrohe \| 3t 40' 21" \| \| \| 2. \| João Almeida \| Deceuninck-Quick Step \| + 8" \| \| \| 3. \| Alejandro Valverde \| Movistar Team \| + 8" \| \| \| 4. \| Alex Aranburu \| Astana \| + 8" \| \| \| 5. \| Mikel Landa \| Bahrain McLaren \| + 8" \| \| \| 6. \| David Gaudu \| Groupama-FDJ \| + 8" \| \| \| 7. \| Jon Aberasturi \| Caja Rural-Seguros RGA \| + 8" \| \| \| 8. \| Jay McCarthy \| Bora-Hansgrohe \| + 8" \| \| \| 9. \| Matteo Trentin \| CCC Team \| + 8" \| \| \| 10. \| Remco Evenepoel \| Deceuninck-Quick Step \| + 8" \| \| |                     |                        |            |
| |                     |                        |            |
| Kilde: ProCyclingStats |                     |                        |            |
| Etaperesultat |                     |                        |            |
| Rytter | Rytter              | Hold                   | Tid        |
| 1. | Felix Großschartner | Bora-Hansgrohe         | 3t 40' 21" |
| 2. | João Almeida        | Deceuninck-Quick Step  | + 8"       |
| 3. | Alejandro Valverde  | Movistar Team          | + 8"       |
| 4. | Alex Aranburu       | Astana                 | + 8"       |
| 5. | Mikel Landa         | Bahrain McLaren        | + 8"       |
| 6. | David Gaudu         | Groupama-FDJ           | + 8"       |
| 7. | Jon Aberasturi      | Caja Rural-Seguros RGA | + 8"       |
| 8. | Jay McCarthy        | Bora-Hansgrohe         | + 8"       |
| 9. | Matteo Trentin      | CCC Team               | + 8"       |
| 10. | Remco Evenepoel     | Deceuninck-Quick Step  | + 8"       |

| \| Samlede stilling \| Samlede stilling \| Samlede stilling \| Samlede stilling \| Samlede stilling \| \| Rytter \| Rytter \| Hold \| Tid \| \| \| ---------------- \| ------------------- \| ---------------------- \| ---------------- \| ---------------- \| \| 1. \| Felix Großschartner \| Bora-Hansgrohe \| 3t 40' 21" \| \| \| 2. \| João Almeida \| Deceuninck-Quick Step \| + 8" \| \| \| 3. \| Alejandro Valverde \| Movistar Team \| + 8" \| \| \| 4. \| Alex Aranburu \| Astana \| + 8" \| \| \| 5. \| Mikel Landa \| Bahrain McLaren \| + 10" \| \| \| 6. \| David Gaudu \| Groupama-FDJ \| + 10" \| \| \| 7. \| Jon Aberasturi \| Caja Rural-Seguros RGA \| + 10" \| \| \| 8. \| Jay McCarthy \| Bora-Hansgrohe \| + 10" \| \| \| 9. \| Matteo Trentin \| CCC Team \| + 10" \| \| \| 10. \| Remco Evenepoel \| Deceuninck-Quick Step \| + 10" \| \| |                     |                        |            |
| |                     |                        |            |
| Kilde: ProCyclingStats |                     |                        |            |
| Samlede stilling |                     |                        |            |
| Rytter | Rytter              | Hold                   | Tid        |
| 1. | Felix Großschartner | Bora-Hansgrohe         | 3t 40' 21" |
| 2. | João Almeida        | Deceuninck-Quick Step  | + 8"       |
| 3. | Alejandro Valverde  | Movistar Team          | + 8"       |
| 4. | Alex Aranburu       | Astana                 | + 8"       |
| 5. | Mikel Landa         | Bahrain McLaren        | + 10"      |
| 6. | David Gaudu         | Groupama-FDJ           | + 10"      |
| 7. | Jon Aberasturi      | Caja Rural-Seguros RGA | + 10"      |
| 8. | Jay McCarthy        | Bora-Hansgrohe         | + 10"      |
| 9. | Matteo Trentin      | CCC Team               | + 10"      |
| 10. | Remco Evenepoel     | Deceuninck-Quick Step  | + 10"      |

### 2. etape
| \| Etaperesultat \| Etaperesultat \| Etaperesultat \| Etaperesultat \| Etaperesultat \| \| Rytter \| Rytter \| Hold \| Tid \| \| \| ------------- \| ---------------- \| ---------------------- \| ------------- \| ------------- \| \| 1. \| Fernando Gaviria \| UAE Team Emirates \| 3t 55' 38" \| \| \| 2. \| Arnaud Démare \| Groupama-FDJ \| + 0" \| \| \| 3. \| Sam Bennett \| Deceuninck-Quick Step \| + 0" \| \| \| 4. \| Matteo Trentin \| CCC Team \| + 0" \| \| \| 5. \| Jon Aberasturi \| Caja Rural-Seguros RGA \| + 0" \| \| \| 6. \| Jasper Stuyven \| Trek-Segafredo \| + 0" \| \| \| 7. \| Giacomo Nizzolo \| NTT Pro Cycling \| + 0" \| \| \| 8. \| Edward Theuns \| Trek-Segafredo \| + 0" \| \| \| 9. \| Pascal Eenkhoorn \| Jumbo-Visma \| + 0" \| \| \| 10. \| Mikel Aristi \| Euskaltel-Euskadi \| + 0" \| \| |                  |                        |            |
| |                  |                        |            |
| Kilde: ProCyclingStats |                  |                        |            |
| Etaperesultat |                  |                        |            |
| Rytter | Rytter           | Hold                   | Tid        |
| 1. | Fernando Gaviria | UAE Team Emirates      | 3t 55' 38" |
| 2. | Arnaud Démare    | Groupama-FDJ           | + 0"       |
| 3. | Sam Bennett      | Deceuninck-Quick Step  | + 0"       |
| 4. | Matteo Trentin   | CCC Team               | + 0"       |
| 5. | Jon Aberasturi   | Caja Rural-Seguros RGA | + 0"       |
| 6. | Jasper Stuyven   | Trek-Segafredo         | + 0"       |
| 7. | Giacomo Nizzolo  | NTT Pro Cycling        | + 0"       |
| 8. | Edward Theuns    | Trek-Segafredo         | + 0"       |
| 9. | Pascal Eenkhoorn | Jumbo-Visma            | + 0"       |
| 10. | Mikel Aristi     | Euskaltel-Euskadi      | + 0"       |

| \| Samlede stilling \| Samlede stilling \| Samlede stilling \| Samlede stilling \| Samlede stilling \| \| Rytter \| Rytter \| Hold \| Tid \| \| \| ---------------- \| ------------------- \| ---------------------- \| ---------------- \| ---------------- \| \| 1. \| Felix Großschartner \| Bora-Hansgrohe \| 7t 35' 59" \| \| \| 2. \| Jon Aberasturi \| Caja Rural-Seguros RGA \| + 8" \| \| \| 3. \| Matteo Trentin \| CCC Team \| + 8" \| \| \| 4. \| Jasper Stuyven \| Trek-Segafredo \| + 8" \| \| \| 5. \| Giacomo Nizzolo \| NTT Pro Cycling \| + 8" \| \| \| 6. \| Alejandro Valverde \| Movistar Team \| + 8" \| \| \| 7. \| Mikel Landa \| Bahrain McLaren \| + 8" \| \| \| 8. \| George Bennett \| Jumbo-Visma \| + 8" \| \| \| 9. \| Esteban Chaves \| Mitchelton-Scott \| + 8" \| \| \| 10. \| Richard Carapaz \| Team Ineos \| + 8" \| \| |                     |                        |            |
| |                     |                        |            |
| Kilde: ProCyclingStats |                     |                        |            |
| Samlede stilling |                     |                        |            |
| Rytter | Rytter              | Hold                   | Tid        |
| 1. | Felix Großschartner | Bora-Hansgrohe         | 7t 35' 59" |
| 2. | Jon Aberasturi      | Caja Rural-Seguros RGA | + 8"       |
| 3. | Matteo Trentin      | CCC Team               | + 8"       |
| 4. | Jasper Stuyven      | Trek-Segafredo         | + 8"       |
| 5. | Giacomo Nizzolo     | NTT Pro Cycling        | + 8"       |
| 6. | Alejandro Valverde  | Movistar Team          | + 8"       |
| 7. | Mikel Landa         | Bahrain McLaren        | + 8"       |
| 8. | George Bennett      | Jumbo-Visma            | + 8"       |
| 9. | Esteban Chaves      | Mitchelton-Scott       | + 8"       |
| 10. | Richard Carapaz     | Team Ineos             | + 8"       |

### 3. etape
| \| Etaperesultat \| Etaperesultat \| Etaperesultat \| Etaperesultat \| Etaperesultat \| \| Rytter \| Rytter \| Hold \| Tid \| \| \| ------------- \| --------------- \| ---------------------- \| ------------- \| ------------- \| \| 1. \| Remco Evenepoel \| Deceuninck-Quick Step \| 3t 59' 09" \| \| \| 2. \| George Bennett \| Jumbo-Visma \| + 18" \| \| \| 3. \| Mikel Landa \| Bahrain McLaren \| + 32" \| \| \| 4. \| Esteban Chaves \| Mitchelton-Scott \| + 35" \| \| \| 5. \| João Almeida \| Deceuninck-Quick Step \| + 45" \| \| \| 6. \| Ben Hermans \| Israel Start-Up Nation \| + 52" \| \| \| 7. \| Richard Carapaz \| Team Ineos \| + 52" \| \| \| 8. \| Fabio Aru \| UAE Team Emirates \| + 1' 03" \| \| \| 9. \| Joel Nicolau \| Caja Rural-Seguros RGA \| + 1' 20" \| \| \| 10. \| Mikel Nieve \| Mitchelton-Scott \| + 1' 20" \| \| |                 |                        |            |
| |                 |                        |            |
| Kilde: ProCyclingStats |                 |                        |            |
| Etaperesultat |                 |                        |            |
| Rytter | Rytter          | Hold                   | Tid        |
| 1. | Remco Evenepoel | Deceuninck-Quick Step  | 3t 59' 09" |
| 2. | George Bennett  | Jumbo-Visma            | + 18"      |
| 3. | Mikel Landa     | Bahrain McLaren        | + 32"      |
| 4. | Esteban Chaves  | Mitchelton-Scott       | + 35"      |
| 5. | João Almeida    | Deceuninck-Quick Step  | + 45"      |
| 6. | Ben Hermans     | Israel Start-Up Nation | + 52"      |
| 7. | Richard Carapaz | Team Ineos             | + 52"      |
| 8. | Fabio Aru       | UAE Team Emirates      | + 1' 03"   |
| 9. | Joel Nicolau    | Caja Rural-Seguros RGA | + 1' 20"   |
| 10. | Mikel Nieve     | Mitchelton-Scott       | + 1' 20"   |

| \| Samlede stilling \| Samlede stilling \| Samlede stilling \| Samlede stilling \| Samlede stilling \| \| Rytter \| Rytter \| Hold \| Tid \| \| \| ---------------- \| ---------------- \| ---------------------- \| ---------------- \| ---------------- \| \| 1. \| Remco Evenepoel \| Deceuninck-Quick Step \| 11t 35' 16" \| \| \| 2. \| George Bennett \| Jumbo-Visma \| + 18" \| \| \| 3. \| Mikel Landa \| Bahrain McLaren \| + 32" \| \| \| 4. \| Esteban Chaves \| Mitchelton-Scott \| + 35" \| \| \| 5. \| João Almeida \| Deceuninck-Quick Step \| + 45" \| \| \| 6. \| Richard Carapaz \| Team Ineos \| + 52" \| \| \| 7. \| Ben Hermans \| Israel Start-Up Nation \| + 52" \| \| \| 8. \| Fabio Aru \| UAE Team Emirates \| + 1' 03" \| \| \| 9. \| David de la Cruz \| UAE Team Emirates \| + 1' 33" \| \| \| 10. \| Mikel Nieve \| Mitchelton-Scott \| + 1' 35" \| \| |                  |                        |             |
| |                  |                        |             |
| Kilde: ProCyclingStats |                  |                        |             |
| Samlede stilling |                  |                        |             |
| Rytter | Rytter           | Hold                   | Tid         |
| 1. | Remco Evenepoel  | Deceuninck-Quick Step  | 11t 35' 16" |
| 2. | George Bennett   | Jumbo-Visma            | + 18"       |
| 3. | Mikel Landa      | Bahrain McLaren        | + 32"       |
| 4. | Esteban Chaves   | Mitchelton-Scott       | + 35"       |
| 5. | João Almeida     | Deceuninck-Quick Step  | + 45"       |
| 6. | Richard Carapaz  | Team Ineos             | + 52"       |
| 7. | Ben Hermans      | Israel Start-Up Nation | + 52"       |
| 8. | Fabio Aru        | UAE Team Emirates      | + 1' 03"    |
| 9. | David de la Cruz | UAE Team Emirates      | + 1' 33"    |
| 10. | Mikel Nieve      | Mitchelton-Scott       | + 1' 35"    |

### 4. etape
| \| Etaperesultat \| Etaperesultat \| Etaperesultat \| Etaperesultat \| Etaperesultat \| \| Rytter \| Rytter \| Hold \| Tid \| \| \| ------------- \| ------------------- \| -------------------------- \| ------------- \| ------------- \| \| 1. \| Sam Bennett \| Deceuninck-Quick Step \| 3t 51' 19" \| \| \| 2. \| Arnaud Démare \| Groupama-FDJ \| + 5" \| \| \| 3. \| Giacomo Nizzolo \| NTT Pro Cycling \| + 5" \| \| \| 4. \| Davide Cimolai \| Israel Start-Up Nation \| + 5" \| \| \| 5. \| Lionel Taminiaux \| Bingoal-Wallonie Bruxelles \| + 5" \| \| \| 6. \| Biniam Girmay \| Nippo-Delko One Provence \| + 5" \| \| \| 7. \| Jon Aberasturi \| Caja Rural-Seguros RGA \| + 5" \| \| \| 8. \| Martin Laas \| Bora-Hansgrohe \| + 5" \| \| \| 9. \| Alexander Edmondson \| Mitchelton-Scott \| + 5" \| \| \| 10. \| Rick Zabel \| Israel Start-Up Nation \| + 5" \| \| |                     |                            |            |
| |                     |                            |            |
| Kilde: ProCyclingStats |                     |                            |            |
| Etaperesultat |                     |                            |            |
| Rytter | Rytter              | Hold                       | Tid        |
| 1. | Sam Bennett         | Deceuninck-Quick Step      | 3t 51' 19" |
| 2. | Arnaud Démare       | Groupama-FDJ               | + 5"       |
| 3. | Giacomo Nizzolo     | NTT Pro Cycling            | + 5"       |
| 4. | Davide Cimolai      | Israel Start-Up Nation     | + 5"       |
| 5. | Lionel Taminiaux    | Bingoal-Wallonie Bruxelles | + 5"       |
| 6. | Biniam Girmay       | Nippo-Delko One Provence   | + 5"       |
| 7. | Jon Aberasturi      | Caja Rural-Seguros RGA     | + 5"       |
| 8. | Martin Laas         | Bora-Hansgrohe             | + 5"       |
| 9. | Alexander Edmondson | Mitchelton-Scott           | + 5"       |
| 10. | Rick Zabel          | Israel Start-Up Nation     | + 5"       |

| \| Samlede stilling \| Samlede stilling \| Samlede stilling \| Samlede stilling \| Samlede stilling \| \| Rytter \| Rytter \| Hold \| Tid \| \| \| ---------------- \| ---------------- \| ---------------------- \| ---------------- \| ---------------- \| \| 1. \| Remco Evenepoel \| Deceuninck-Quick Step \| 15t 26' 47" \| \| \| 2. \| George Bennett \| Jumbo-Visma \| + 18" \| \| \| 3. \| Mikel Landa \| Bahrain McLaren \| + 32" \| \| \| 4. \| Esteban Chaves \| Mitchelton-Scott \| + 35" \| \| \| 5. \| João Almeida \| Deceuninck-Quick Step \| + 45" \| \| \| 6. \| Richard Carapaz \| Team Ineos \| + 52" \| \| \| 7. \| Ben Hermans \| Israel Start-Up Nation \| + 52" \| \| \| 8. \| Fabio Aru \| UAE Team Emirates \| + 1' 03" \| \| \| 9. \| David de la Cruz \| UAE Team Emirates \| + 1' 33" \| \| \| 10. \| Mikel Nieve \| Mitchelton-Scott \| + 1' 35" \| \| |                  |                        |             |
| |                  |                        |             |
| Kilde: ProCyclingStats |                  |                        |             |
| Samlede stilling |                  |                        |             |
| Rytter | Rytter           | Hold                   | Tid         |
| 1. | Remco Evenepoel  | Deceuninck-Quick Step  | 15t 26' 47" |
| 2. | George Bennett   | Jumbo-Visma            | + 18"       |
| 3. | Mikel Landa      | Bahrain McLaren        | + 32"       |
| 4. | Esteban Chaves   | Mitchelton-Scott       | + 35"       |
| 5. | João Almeida     | Deceuninck-Quick Step  | + 45"       |
| 6. | Richard Carapaz  | Team Ineos             | + 52"       |
| 7. | Ben Hermans      | Israel Start-Up Nation | + 52"       |
| 8. | Fabio Aru        | UAE Team Emirates      | + 1' 03"    |
| 9. | David de la Cruz | UAE Team Emirates      | + 1' 33"    |
| 10. | Mikel Nieve      | Mitchelton-Scott       | + 1' 35"    |

### 5. etape
| \| Etaperesultat \| Etaperesultat \| Etaperesultat \| Etaperesultat \| Etaperesultat \| \| Rytter \| Rytter \| Hold \| Tid \| \| \| ------------- \| ---------------- \| --------------------- \| ------------- \| ------------- \| \| 1. \| Iván Sosa \| Team Ineos \| 3t 47' 56" \| \| \| 2. \| Mikel Landa \| Bahrain McLaren \| + 9" \| \| \| 3. \| Remco Evenepoel \| Deceuninck-Quick Step \| + 11" \| \| \| 4. \| João Almeida \| Deceuninck-Quick Step \| + 38" \| \| \| 5. \| Lennard Kämna \| Bora-Hansgrohe \| + 43" \| \| \| 6. \| Rafał Majka \| Bora-Hansgrohe \| + 44" \| \| \| 7. \| David Gaudu \| Groupama-FDJ \| + 58" \| \| \| 8. \| Esteban Chaves \| Mitchelton-Scott \| + 1' 02" \| \| \| 9. \| Simon Yates \| Mitchelton-Scott \| + 1' 10" \| \| \| 10. \| David de la Cruz \| UAE Team Emirates \| + 1' 12" \| \| |                  |                       |            |
| |                  |                       |            |
| Kilde: ProCyclingStats |                  |                       |            |
| Etaperesultat |                  |                       |            |
| Rytter | Rytter           | Hold                  | Tid        |
| 1. | Iván Sosa        | Team Ineos            | 3t 47' 56" |
| 2. | Mikel Landa      | Bahrain McLaren       | + 9"       |
| 3. | Remco Evenepoel  | Deceuninck-Quick Step | + 11"      |
| 4. | João Almeida     | Deceuninck-Quick Step | + 38"      |
| 5. | Lennard Kämna    | Bora-Hansgrohe        | + 43"      |
| 6. | Rafał Majka      | Bora-Hansgrohe        | + 44"      |
| 7. | David Gaudu      | Groupama-FDJ          | + 58"      |
| 8. | Esteban Chaves   | Mitchelton-Scott      | + 1' 02"   |
| 9. | Simon Yates      | Mitchelton-Scott      | + 1' 10"   |
| 10. | David de la Cruz | UAE Team Emirates     | + 1' 12"   |

## Resultater
| \| Samlede stilling \| Samlede stilling \| Samlede stilling \| Samlede stilling \| Samlede stilling \| \| Rytter \| Rytter \| Hold \| Tid \| \| \| ---------------- \| ---------------- \| ---------------------- \| ---------------- \| ---------------- \| \| 1. \| Remco Evenepoel \| Deceuninck-Quick Step \| 19t 14' 42" \| \| \| 2. \| Mikel Landa \| Bahrain McLaren \| + 30" \| \| \| 3. \| João Almeida \| Deceuninck-Quick Step \| + 1' 12" \| \| \| 4. \| Esteban Chaves \| Mitchelton-Scott \| + 1' 26" \| \| \| 5. \| George Bennett \| Jumbo-Visma \| + 1' 40" \| \| \| 6. \| Richard Carapaz \| Team Ineos \| + 1' 58" \| \| \| 7. \| Ben Hermans \| Israel Start-Up Nation \| + 2' 25" \| \| \| 8. \| David de la Cruz \| UAE Team Emirates \| + 2' 34" \| \| \| 9. \| Fabio Aru \| UAE Team Emirates \| + 2' 36" \| \| \| 10. \| Mikel Nieve \| Mitchelton-Scott \| + 3' 00" \| \| |                  |                        |             |
| |                  |                        |             |
| Kilde: ProCyclingStats |                  |                        |             |
| Samlede stilling |                  |                        |             |
| Rytter | Rytter           | Hold                   | Tid         |
| 1. | Remco Evenepoel  | Deceuninck-Quick Step  | 19t 14' 42" |
| 2. | Mikel Landa      | Bahrain McLaren        | + 30"       |
| 3. | João Almeida     | Deceuninck-Quick Step  | + 1' 12"    |
| 4. | Esteban Chaves   | Mitchelton-Scott       | + 1' 26"    |
| 5. | George Bennett   | Jumbo-Visma            | + 1' 40"    |
| 6. | Richard Carapaz  | Team Ineos             | + 1' 58"    |
| 7. | Ben Hermans      | Israel Start-Up Nation | + 2' 25"    |
| 8. | David de la Cruz | UAE Team Emirates      | + 2' 34"    |
| 9. | Fabio Aru        | UAE Team Emirates      | + 2' 36"    |
| 10. | Mikel Nieve      | Mitchelton-Scott       | + 3' 00"    |

| Samlede stilling | Samlede stilling | Samlede stilling       | Samlede stilling | Samlede stilling |
| Rytter           | Rytter           | Hold                   | Tid              |                  |
| ---------------- | ---------------- | ---------------------- | ---------------- | ---------------- |
| 1.               | Remco Evenepoel  | Deceuninck-Quick Step  | 19t 14' 42"      |                  |
| 2.               | Mikel Landa      | Bahrain McLaren        | + 30"            |                  |
| 3.               | João Almeida     | Deceuninck-Quick Step  | + 1' 12"         |                  |
| 4.               | Esteban Chaves   | Mitchelton-Scott       | + 1' 26"         |                  |
| 5.               | George Bennett   | Jumbo-Visma            | + 1' 40"         |                  |
| 6.               | Richard Carapaz  | Team Ineos             | + 1' 58"         |                  |
| 7.               | Ben Hermans      | Israel Start-Up Nation | + 2' 25"         |                  |
| 8.               | David de la Cruz | UAE Team Emirates      | + 2' 34"         |                  |
| 9.               | Fabio Aru        | UAE Team Emirates      | + 2' 36"         |                  |
| 10.              | Mikel Nieve      | Mitchelton-Scott       | + 3' 00"         |                  |

| Pointkonkurrence | Pointkonkurrence    | Pointkonkurrence      | Pointkonkurrence | Pointkonkurrence |
| Rytter           | Rytter              | Hold                  | Point            |                  |
| ---------------- | ------------------- | --------------------- | ---------------- | ---------------- |
| 1.               | Mikel Landa         | Bahrain McLaren       | 48 point         |                  |
| 2.               | Remco Evenepoel     | Deceuninck-Quick Step | 47 point         |                  |
| 3.               | João Almeida        | Deceuninck-Quick Step | 46 point         |                  |
| 4.               | Sam Bennett         | Deceuninck-Quick Step | 41 point         |                  |
| 5.               | Arnaud Démare       | Groupama-FDJ          | 40 point         |                  |
| 6.               | Esteban Chaves      | Mitchelton-Scott      | 27 point         |                  |
| 7.               | Iván Sosa           | Team Ineos            | 26 point         |                  |
| 8.               | Felix Großschartner | Bora-Hansgrohe        | 25 point         |                  |
| 9.               | Fernando Gaviria    | UAE Team Emirates     | 25 point         |                  |
| 10.              | George Bennett      | Jumbo-Visma           | 23 point         |                  |

| Pointkonkurrence | Pointkonkurrence    | Pointkonkurrence      | Pointkonkurrence | Pointkonkurrence |
| Rytter           | Rytter              | Hold                  | Point            |                  |
| ---------------- | ------------------- | --------------------- | ---------------- | ---------------- |
| 1.               | Mikel Landa         | Bahrain McLaren       | 48 point         |                  |
| 2.               | Remco Evenepoel     | Deceuninck-Quick Step | 47 point         |                  |
| 3.               | João Almeida        | Deceuninck-Quick Step | 46 point         |                  |
| 4.               | Sam Bennett         | Deceuninck-Quick Step | 41 point         |                  |
| 5.               | Arnaud Démare       | Groupama-FDJ          | 40 point         |                  |
| 6.               | Esteban Chaves      | Mitchelton-Scott      | 27 point         |                  |
| 7.               | Iván Sosa           | Team Ineos            | 26 point         |                  |
| 8.               | Felix Großschartner | Bora-Hansgrohe        | 25 point         |                  |
| 9.               | Fernando Gaviria    | UAE Team Emirates     | 25 point         |                  |
| 10.              | George Bennett      | Jumbo-Visma           | 23 point         |                  |

| Bjergkonkurrence | Bjergkonkurrence | Bjergkonkurrence      | Bjergkonkurrence | Bjergkonkurrence |
| Rytter           | Rytter           | Hold                  | Point            |                  |
| ---------------- | ---------------- | --------------------- | ---------------- | ---------------- |
| 1.               | Gotzon Martín    | Euskaltel-Euskadi     | 46 point         |                  |
| 2.               | Remco Evenepoel  | Deceuninck-Quick Step | 41 point         |                  |
| 3.               | Mikel Landa      | Bahrain McLaren       | 32 point         |                  |
| 4.               | Jetse Bol        | Burgos-BH             | 26 point         |                  |
| 5.               | George Bennett   | Jumbo-Visma           | 25 point         |                  |
| 6.               | João Almeida     | Deceuninck-Quick Step | 24 point         |                  |
| 7.               | Esteban Chaves   | Mitchelton-Scott      | 21 point         |                  |
| 8.               | Iván Sosa        | Team Ineos            | 18 point         |                  |
| 9.               | Richard Carapaz  | Team Ineos            | 12 point         |                  |
| 10.              | Diego Sevilla    | Kometa-Xstra          | 12 point         |                  |

| Bjergkonkurrence | Bjergkonkurrence | Bjergkonkurrence      | Bjergkonkurrence | Bjergkonkurrence |
| Rytter           | Rytter           | Hold                  | Point            |                  |
| ---------------- | ---------------- | --------------------- | ---------------- | ---------------- |
| 1.               | Gotzon Martín    | Euskaltel-Euskadi     | 46 point         |                  |
| 2.               | Remco Evenepoel  | Deceuninck-Quick Step | 41 point         |                  |
| 3.               | Mikel Landa      | Bahrain McLaren       | 32 point         |                  |
| 4.               | Jetse Bol        | Burgos-BH             | 26 point         |                  |
| 5.               | George Bennett   | Jumbo-Visma           | 25 point         |                  |
| 6.               | João Almeida     | Deceuninck-Quick Step | 24 point         |                  |
| 7.               | Esteban Chaves   | Mitchelton-Scott      | 21 point         |                  |
| 8.               | Iván Sosa        | Team Ineos            | 18 point         |                  |
| 9.               | Richard Carapaz  | Team Ineos            | 12 point         |                  |
| 10.              | Diego Sevilla    | Kometa-Xstra          | 12 point         |                  |

| Ungdomskonkurrence | Ungdomskonkurrence | Ungdomskonkurrence       | Ungdomskonkurrence | Ungdomskonkurrence |
| Rytter             | Rytter             | Hold                     | Tid                |                    |
| ------------------ | ------------------ | ------------------------ | ------------------ | ------------------ |
| 1.                 | Remco Evenepoel    | Deceuninck-Quick Step    | 19t 14' 42"        |                    |
| 2.                 | João Almeida       | Deceuninck-Quick Step    | + 1' 12"           |                    |
| 3.                 | Óscar Rodríguez    | Astana                   | + 3' 37"           |                    |
| 4.                 | Cristián Rodríguez | Caja Rural-Seguros RGA   | + 4' 11"           |                    |
| 5.                 | Lennard Kämna      | Bora-Hansgrohe           | + 5' 41"           |                    |
| 6.                 | José Manuel Díaz   | Nippo-Delko One Provence | + 5' 47"           |                    |
| 7.                 | David Gaudu        | Groupama-FDJ             | + 6' 30"           |                    |
| 8.                 | Sepp Kuss          | Jumbo-Visma              | + 6' 31"           |                    |
| 9.                 | Urko Berrade       | Equipo Kern Pharma       | + 6' 36"           |                    |
| 10.                | Eddie Dunbar       | Team Ineos               | + 6' 44"           |                    |

| Ungdomskonkurrence | Ungdomskonkurrence | Ungdomskonkurrence       | Ungdomskonkurrence | Ungdomskonkurrence |
| Rytter             | Rytter             | Hold                     | Tid                |                    |
| ------------------ | ------------------ | ------------------------ | ------------------ | ------------------ |
| 1.                 | Remco Evenepoel    | Deceuninck-Quick Step    | 19t 14' 42"        |                    |
| 2.                 | João Almeida       | Deceuninck-Quick Step    | + 1' 12"           |                    |
| 3.                 | Óscar Rodríguez    | Astana                   | + 3' 37"           |                    |
| 4.                 | Cristián Rodríguez | Caja Rural-Seguros RGA   | + 4' 11"           |                    |
| 5.                 | Lennard Kämna      | Bora-Hansgrohe           | + 5' 41"           |                    |
| 6.                 | José Manuel Díaz   | Nippo-Delko One Provence | + 5' 47"           |                    |
| 7.                 | David Gaudu        | Groupama-FDJ             | + 6' 30"           |                    |
| 8.                 | Sepp Kuss          | Jumbo-Visma              | + 6' 31"           |                    |
| 9.                 | Urko Berrade       | Equipo Kern Pharma       | + 6' 36"           |                    |
| 10.                | Eddie Dunbar       | Team Ineos               | + 6' 44"           |                    |

### Holdkonkurrencen
| Holdkonkurrence | Holdkonkurrence          | Holdkonkurrence | Holdkonkurrence |
| Hold            | Hold                     | Tid             |                 |
| --------------- | ------------------------ | --------------- | --------------- |
| 1.              | Mitchelton-Scott         | 57t 52' 38"     |                 |
| 2.              | Deceuninck-Quick Step    | + 2' 03"        |                 |
| 3.              | Astana                   | + 6' 31"        |                 |
| 4.              | Ineos                    | + 7' 12"        |                 |
| 5.              | Caja Rural-Seguros RGA   | + 9' 27"        |                 |
| 6.              | Equipo Kern Pharma       | + 13' 39"       |                 |
| 7.              | Bora-Hansgrohe           | + 14' 24"       |                 |
| 8.              | Bahrain McLaren          | + 15' 52"       |                 |
| 9.              | Nippo Delko One Provence | + 19' 14"       |                 |
| 10.             | Jumbo-Visma              | + 24' 38"       |                 |

## Startliste
| Team Ineos INS | Team Ineos INS         | Team Ineos INS |
| -------------- | ---------------------- | -------------- |
| Nr.            | Rytter                 | Placering      |
| 1              | Iván Sosa (COL)        | 25.            |
| 2              | Richard Carapaz (ECU)  | 6.             |
| 3              | Eddie Dunbar (IRL)     | 23.            |
| 4              | Filippo Ganna (ITA)    | 56.            |
| 5              | Sebastián Henao (COL)  | DNF-1          |
| 6              | Christian Knees (GER)  | 54.            |
| 7              | Carlos Rodríguez (ESP) | 52.            |

| Movistar Team MOV | Movistar Team MOV                   | Movistar Team MOV |
| ----------------- | ----------------------------------- | ----------------- |
| Nr.               | Rytter                              | Placering         |
| 11                | Alejandro Valverde (ESP) (landevej) | 15.               |
| 12                | Imanol Erviti (ESP)                 | 74.               |
| 13                | Lluís Mas (ESP)                     | 100.              |
| 14                | Enric Mas (ESP)                     | 35.               |
| 15                | Antonio Pedrero (ESP)               | 64.               |
| 16                | Marc Soler (ESP)                    | 86.               |
| 17                | Carlos Verona (ESP)                 | 63.               |

| Trek-Segafredo TFS | Trek-Segafredo TFS             | Trek-Segafredo TFS |
| ------------------ | ------------------------------ | ------------------ |
| Nr.                | Rytter                         | Placering          |
| 21                 | Mads Pedersen (DEN) (landevej) | DNF-5              |
| 22                 | Emīls Liepiņš (LAT)            | 102.               |
| 23                 | Juan Pedro López (ESP)         | 26.                |
| 24                 | Matteo Moschetti (ITA)         | DNF-5              |
| 25                 | Charlie Quaterman (GBR)        | 127.               |
| 26                 | Jasper Stuyven (BEL)           | DNF-5              |
| 27                 | Edward Theuns (BEL)            | 70.                |

| Bahrain McLaren TBM | Bahrain McLaren TBM     | Bahrain McLaren TBM |
| ------------------- | ----------------------- | ------------------- |
| Nr.                 | Rytter                  | Placering           |
| 31                  | Mikel Landa (ESP)       | 2.                  |
| 32                  | Eros Capecchi (ITA)     | 91.                 |
| 33                  | Damiano Caruso (ITA)    | 31.                 |
| 34                  | Mark Cavendish (GBR)    | 126.                |
| 35                  | Marco Haller (AUT)      | 112.                |
| 36                  | Heinrich Haussler (AUS) | 116.                |
| 37                  | Pello Bilbao (ESP)      | 41.                 |

| Astana AST | Astana AST               | Astana AST |
| ---------- | ------------------------ | ---------- |
| Nr.        | Rytter                   | Placering  |
| 41         | Alex Aranburu (ESP)      | DNS-5      |
| 42         | Óscar Rodríguez (ESP)    | 12.        |
| 43         | Zjandos Bizjigitov (KAZ) | 94.        |
| 44         | Rodrigo Contreras (COL)  | 27.        |
| 45         | Daniil Fominykh (KAZ)    | 66.        |
| 46         | Jurij Natarov (KAZ)      | 30.        |
| 47         | Nikita Stalnow (KAZ)     | 46.        |

| Bora-Hansgrohe BOH | Bora-Hansgrohe BOH        | Bora-Hansgrohe BOH |
| ------------------ | ------------------------- | ------------------ |
| Nr.                | Rytter                    | Placering          |
| 51                 | Rafał Majka (POL)         | 24.                |
| 52                 | Matteo Fabbro (ITA)       | 50.                |
| 53                 | Felix Großschartner (AUT) | 36.                |
| 54                 | Lennard Kämna (GER)       | 17.                |
| 55                 | Martin Laas (EST)         | 124.               |
| 56                 | Jay McCarthy (AUS)        | 62.                |
| 57                 | Lukas Pöstlberger (AUT)   | DNS-5              |

| UAE Team Emirates UAD | UAE Team Emirates UAD                | UAE Team Emirates UAD |
| --------------------- | ------------------------------------ | --------------------- |
| Nr.                   | Rytter                               | Placering             |
| 61                    | Fabio Aru (ITA)                      | 9.                    |
| 62                    | Andrés Camilo Ardila (COL)           | DNS-2                 |
| 63                    | David de la Cruz (ESP)               | 8.                    |
| 64                    | Fernando Gaviria (COL)               | 101.                  |
| 65                    | Sebastián Molano (COL)               | DNS-2                 |
| 66                    | Cristian Camilo Muñoz (COL)          | DNS-2                 |
| 67                    | Maximiliano Richeze (ARG) (landevej) | 111.                  |

| Deceuninck-Quick Step DQT | Deceuninck-Quick Step DQT       | Deceuninck-Quick Step DQT |
| ------------------------- | ------------------------------- | ------------------------- |
| Nr.                       | Rytter                          | Placering                 |
| 71                        | Remco Evenepoel (BEL)           | 1.                        |
| 72                        | João Almeida (POR)              | 3.                        |
| 73                        | Shane Archbold (NZL) (landevej) | 108.                      |
| 74                        | Andrea Bagioli (ITA)            | 34.                       |
| 75                        | Sam Bennett (IRL) (landevej)    | 113.                      |
| 76                        | Yves Lampaert (BEL)             | 57.                       |
| 77                        | Michael Mørkøv (DEN) (landevej) | 90.                       |

| NTT Pro Cycling NTT | NTT Pro Cycling NTT    | NTT Pro Cycling NTT |
| ------------------- | ---------------------- | ------------------- |
| Nr.                 | Rytter                 | Placering           |
| 81                  | Nicholas Dlamini (RSA) | 89.                 |
| 82                  | Benjamin Dyball (AUS)  | 106.                |
| 83                  | Louis Meintjes (RSA)   | 14.                 |
| 84                  | Giacomo Nizzolo (ITA)  | DNF-5               |
| 85                  | Ben O'Connor (AUS)     | 96.                 |
| 86                  | Max Walscheid (GER)    | DNF-5               |
| 87                  | Danilo Wyss (SUI)      | 43.                 |

| Mitchelton-Scott MTS | Mitchelton-Scott MTS          | Mitchelton-Scott MTS |
| -------------------- | ----------------------------- | -------------------- |
| Nr.                  | Rytter                        | Placering            |
| 91                   | Simon Yates (GBR)             | 16.                  |
| 92                   | Lucas Hamilton (AUS)          | 60.                  |
| 93                   | Esteban Chaves (COL)          | 4.                   |
| 94                   | Alexander Edmondson (AUS)     | 85.                  |
| 95                   | Jack Haig (AUS)               | 29.                  |
| 96                   | Christopher Juul-Jensen (DEN) | 75.                  |
| 97                   | Mikel Nieve (ESP)             | 10.                  |

| Groupama-FDJ GFC | Groupama-FDJ GFC          | Groupama-FDJ GFC |
| ---------------- | ------------------------- | ---------------- |
| Nr.              | Rytter                    | Placering        |
| 101              | Arnaud Démare (FRA)       | 107.             |
| 102              | David Gaudu (FRA)         | 19.              |
| 103              | Jacopo Guarnieri (ITA)    | 115.             |
| 104              | Ignatas Konovalovas (LTU) | 99.              |
| 105              | Miles Scotson (AUS)       | 67.              |
| 106              | Kilian Frankiny (SUI)     | 110.             |
| 107              | Ramon Sinkeldam (NED)     | 79.              |

| Israel Start-Up Nation ISN | Israel Start-Up Nation ISN | Israel Start-Up Nation ISN |
| -------------------------- | -------------------------- | -------------------------- |
| Nr.                        | Rytter                     | Placering                  |
| 111                        | Davide Cimolai (ITA)       | 121.                       |
| 112                        | Alex Dowsett (GBR)         | DNS-1                      |
| 113                        | Rick Zabel (GER)           | 58.                        |
| 114                        | Ben Hermans (BEL)          | 7.                         |
| 115                        | Daniel Navarro (ESP)       | 33.                        |
| 117                        | Tom Van Asbroeck (BEL)     | 59.                        |

| CCC Team CCC | CCC Team CCC             | CCC Team CCC |
| ------------ | ------------------------ | ------------ |
| Nr.          | Rytter                   | Placering    |
| 121          | Patrick Bevin (NZL)      | 83.          |
| 122          | Víctor de la Parte (ESP) | 11.          |
| 123          | Kamil Gradek (POL)       | 71.          |
| 124          | Kamil Małecki (POL)      | 82.          |
| 125          | Szymon Sajnok (POL)      | 104.         |
| 126          | Matteo Trentin (ITA)     | 69.          |
| 127          | Attila Valter (HUN)      | 68.          |

| Jumbo-Visma TJV | Jumbo-Visma TJV         | Jumbo-Visma TJV |
| --------------- | ----------------------- | --------------- |
| Nr.             | Rytter                  | Placering       |
| 131             | George Bennett (NZL)    | 5.              |
| 132             | Pascal Eenkhoorn (NED)  | 72.             |
| 133             | Lennard Hofstede (NED)  | 77.             |
| 134             | Sepp Kuss (USA)         | 20.             |
| 135             | Timo Roosen (NED)       | 73.             |
| 136             | Gijs Leemreize (NED)    | DNF-1           |
| 137             | Finn Fisher-Black (NZL) | 117.            |

| Caja Rural-Seguros RGA CJR | Caja Rural-Seguros RGA CJR | Caja Rural-Seguros RGA CJR |
| -------------------------- | -------------------------- | -------------------------- |
| Nr.                        | Rytter                     | Placering                  |
| 141                        | Jonathan Lastra (ESP)      | DNS-3                      |
| 142                        | Alejandro Osorio (COL)     | 87.                        |
| 143                        | Cristián Rodríguez (ESP)   | 13.                        |
| 144                        | Jon Irisarri (ESP)         | 47.                        |
| 145                        | Jon Aberasturi (ESP)       | DNF-5                      |
| 146                        | Gonzalo Serrano (ESP)      | DNF-5                      |
| 147                        | Joel Nicolau (ESP)         | 76.                        |

| Burgos-BH BBH | Burgos-BH BBH            | Burgos-BH BBH |
| ------------- | ------------------------ | ------------- |
| Nr.           | Rytter                   | Placering     |
| 151           | Ángel Madrazo (ESP)      | 51.           |
| 152           | Willie Smit (RSA)        | 122.          |
| 153           | Jaume Sureda (ESP)       | DNF-3         |
| 154           | Óscar Cabedo (ESP)       | 84.           |
| 155           | Ángel Fuentes (ESP)      | 123.          |
| 156           | Jetse Bol (NED)          | 38.           |
| 157           | Juan Felipe Osorio (COL) | 40.           |

| Euskaltel-Euskadi EUS | Euskaltel-Euskadi EUS  | Euskaltel-Euskadi EUS |
| --------------------- | ---------------------- | --------------------- |
| Nr.                   | Rytter                 | Placering             |
| 161                   | Juan José Lobato (ESP) | DNF-5                 |
| 162                   | Mikel Aristi (ESP)     | DNF-5                 |
| 163                   | Julen Irizar (ESP)     | DNS-5                 |
| 164                   | Mikel Bizkarra (ESP)   | 42.                   |
| 165                   | Gotzon Martín (ESP)    | 78.                   |
| 166                   | Rubén Fernández (ESP)  | 32.                   |
| 167                   | Txomin Juaristi (ESP)  | 105.                  |

| Nippo-Delko One Provence NDP | Nippo-Delko One Provence NDP | Nippo-Delko One Provence NDP |
| ---------------------------- | ---------------------------- | ---------------------------- |
| Nr.                          | Rytter                       | Placering                    |
| 171                          | José Manuel Díaz (ESP)       | 18.                          |
| 172                          | Alessandro Fedeli (ITA)      | 88.                          |
| 173                          | Delio Fernández (ESP)        | 39.                          |
| 174                          | Mauro Finetto (ITA)          | 53.                          |
| 175                          | Biniam Girmay (ERI)          | DNF-5                        |
| 176                          | Riccardo Minali (ITA)        | 109.                         |
| 177                          | Mulu Hailemichael (ETH)      | 97.                          |

| Gazprom-RusVelo GAZ | Gazprom-RusVelo GAZ      | Gazprom-RusVelo GAZ |
| ------------------- | ------------------------ | ------------------- |
| Nr.                 | Rytter                   | Placering           |
| 181                 | Sergej Tjernetskij (RUS) | 22.                 |
| 182                 | Marco Canola (ITA)       | 93.                 |
| 183                 | Damiano Cima (ITA)       | 125.                |
| 184                 | Aleksej Rybalkin (RUS)   | 61.                 |
| 185                 | Nikolaj Tjerkasov (RUS)  | 80.                 |
| 186                 | Simone Velasco (ITA)     | 103.                |
| 187                 | Ivan Rovnyj (RUS)        | 65.                 |

| Bingoal-Wallonie Bruxelles WVA | Bingoal-Wallonie Bruxelles WVA | Bingoal-Wallonie Bruxelles WVA |
| ------------------------------ | ------------------------------ | ------------------------------ |
| Nr.                            | Rytter                         | Placering                      |
| 191                            | Laurens Huys (BEL)             | 45.                            |
| 192                            | Eliot Lietaer (BEL)            | 28.                            |
| 193                            | Arjen Livyns (BEL)             | 92.                            |
| 194                            | Baptiste Planckaert (BEL)      | 49.                            |
| 195                            | Ludovic Robeet (BEL)           | 119.                           |
| 196                            | Lionel Taminiaux (BEL)         | 95.                            |
| 197                            | Jelle Vanendert (BEL)          | 114.                           |

| Kometa-Xstra KMT | Kometa-Xstra KMT                 | Kometa-Xstra KMT |
| ---------------- | -------------------------------- | ---------------- |
| Nr.              | Rytter                           | Placering        |
| 201              | Alessandro Fancellu (ITA)        | DNF-5            |
| 202              | Márton Dina (HUN)                | 48.              |
| 203              | Diego Sevilla (ESP)              | 120.             |
| 204              | Alejandro Ropero (ESP)           | 98.              |
| 205              | Antonio Puppio (ITA)             | 81.              |
| 206              | José Antonio García Martín (ESP) | DNF-3            |
| 207              | Riccardo Verza (ITA)             | 118.             |

| Equipo Kern Pharma EKP | Equipo Kern Pharma EKP               | Equipo Kern Pharma EKP |
| ---------------------- | ------------------------------------ | ---------------------- |
| Nr.                    | Rytter                               | Placering              |
| 211                    | Jaime Castrillo (ESP)                | 44.                    |
| 212                    | Roger Adrià (ESP)                    | 37.                    |
| 213                    | Francisco Galván (ESP)               | DNF-5                  |
| 214                    | Jon Agirre (ESP)                     | DNF-4                  |
| 215                    | Urko Berrade (ESP)                   | 21.                    |
| 216                    | Enrique Sanz (ESP)                   | DNF-5                  |
| 217                    | Daniel Alejandro Méndez Noreña (COL) | 55.                    |

| Team Ineos INS | Team Ineos INS         | Team Ineos INS |
| -------------- | ---------------------- | -------------- |
| Nr.            | Rytter                 | Placering      |
| 1              | Iván Sosa (COL)        | 25.            |
| 2              | Richard Carapaz (ECU)  | 6.             |
| 3              | Eddie Dunbar (IRL)     | 23.            |
| 4              | Filippo Ganna (ITA)    | 56.            |
| 5              | Sebastián Henao (COL)  | DNF-1          |
| 6              | Christian Knees (GER)  | 54.            |
| 7              | Carlos Rodríguez (ESP) | 52.            |

| Movistar Team MOV | Movistar Team MOV                   | Movistar Team MOV |
| ----------------- | ----------------------------------- | ----------------- |
| Nr.               | Rytter                              | Placering         |
| 11                | Alejandro Valverde (ESP) (landevej) | 15.               |
| 12                | Imanol Erviti (ESP)                 | 74.               |
| 13                | Lluís Mas (ESP)                     | 100.              |
| 14                | Enric Mas (ESP)                     | 35.               |
| 15                | Antonio Pedrero (ESP)               | 64.               |
| 16                | Marc Soler (ESP)                    | 86.               |
| 17                | Carlos Verona (ESP)                 | 63.               |

| Trek-Segafredo TFS | Trek-Segafredo TFS             | Trek-Segafredo TFS |
| ------------------ | ------------------------------ | ------------------ |
| Nr.                | Rytter                         | Placering          |
| 21                 | Mads Pedersen (DEN) (landevej) | DNF-5              |
| 22                 | Emīls Liepiņš (LAT)            | 102.               |
| 23                 | Juan Pedro López (ESP)         | 26.                |
| 24                 | Matteo Moschetti (ITA)         | DNF-5              |
| 25                 | Charlie Quaterman (GBR)        | 127.               |
| 26                 | Jasper Stuyven (BEL)           | DNF-5              |
| 27                 | Edward Theuns (BEL)            | 70.                |

| Bahrain McLaren TBM | Bahrain McLaren TBM     | Bahrain McLaren TBM |
| ------------------- | ----------------------- | ------------------- |
| Nr.                 | Rytter                  | Placering           |
| 31                  | Mikel Landa (ESP)       | 2.                  |
| 32                  | Eros Capecchi (ITA)     | 91.                 |
| 33                  | Damiano Caruso (ITA)    | 31.                 |
| 34                  | Mark Cavendish (GBR)    | 126.                |
| 35                  | Marco Haller (AUT)      | 112.                |
| 36                  | Heinrich Haussler (AUS) | 116.                |
| 37                  | Pello Bilbao (ESP)      | 41.                 |

| Astana AST | Astana AST               | Astana AST |
| ---------- | ------------------------ | ---------- |
| Nr.        | Rytter                   | Placering  |
| 41         | Alex Aranburu (ESP)      | DNS-5      |
| 42         | Óscar Rodríguez (ESP)    | 12.        |
| 43         | Zjandos Bizjigitov (KAZ) | 94.        |
| 44         | Rodrigo Contreras (COL)  | 27.        |
| 45         | Daniil Fominykh (KAZ)    | 66.        |
| 46         | Jurij Natarov (KAZ)      | 30.        |
| 47         | Nikita Stalnow (KAZ)     | 46.        |

| Bora-Hansgrohe BOH | Bora-Hansgrohe BOH        | Bora-Hansgrohe BOH |
| ------------------ | ------------------------- | ------------------ |
| Nr.                | Rytter                    | Placering          |
| 51                 | Rafał Majka (POL)         | 24.                |
| 52                 | Matteo Fabbro (ITA)       | 50.                |
| 53                 | Felix Großschartner (AUT) | 36.                |
| 54                 | Lennard Kämna (GER)       | 17.                |
| 55                 | Martin Laas (EST)         | 124.               |
| 56                 | Jay McCarthy (AUS)        | 62.                |
| 57                 | Lukas Pöstlberger (AUT)   | DNS-5              |

| UAE Team Emirates UAD | UAE Team Emirates UAD                | UAE Team Emirates UAD |
| --------------------- | ------------------------------------ | --------------------- |
| Nr.                   | Rytter                               | Placering             |
| 61                    | Fabio Aru (ITA)                      | 9.                    |
| 62                    | Andrés Camilo Ardila (COL)           | DNS-2                 |
| 63                    | David de la Cruz (ESP)               | 8.                    |
| 64                    | Fernando Gaviria (COL)               | 101.                  |
| 65                    | Sebastián Molano (COL)               | DNS-2                 |
| 66                    | Cristian Camilo Muñoz (COL)          | DNS-2                 |
| 67                    | Maximiliano Richeze (ARG) (landevej) | 111.                  |

| Deceuninck-Quick Step DQT | Deceuninck-Quick Step DQT       | Deceuninck-Quick Step DQT |
| ------------------------- | ------------------------------- | ------------------------- |
| Nr.                       | Rytter                          | Placering                 |
| 71                        | Remco Evenepoel (BEL)           | 1.                        |
| 72                        | João Almeida (POR)              | 3.                        |
| 73                        | Shane Archbold (NZL) (landevej) | 108.                      |
| 74                        | Andrea Bagioli (ITA)            | 34.                       |
| 75                        | Sam Bennett (IRL) (landevej)    | 113.                      |
| 76                        | Yves Lampaert (BEL)             | 57.                       |
| 77                        | Michael Mørkøv (DEN) (landevej) | 90.                       |

| NTT Pro Cycling NTT | NTT Pro Cycling NTT    | NTT Pro Cycling NTT |
| ------------------- | ---------------------- | ------------------- |
| Nr.                 | Rytter                 | Placering           |
| 81                  | Nicholas Dlamini (RSA) | 89.                 |
| 82                  | Benjamin Dyball (AUS)  | 106.                |
| 83                  | Louis Meintjes (RSA)   | 14.                 |
| 84                  | Giacomo Nizzolo (ITA)  | DNF-5               |
| 85                  | Ben O'Connor (AUS)     | 96.                 |
| 86                  | Max Walscheid (GER)    | DNF-5               |
| 87                  | Danilo Wyss (SUI)      | 43.                 |

| Mitchelton-Scott MTS | Mitchelton-Scott MTS          | Mitchelton-Scott MTS |
| -------------------- | ----------------------------- | -------------------- |
| Nr.                  | Rytter                        | Placering            |
| 91                   | Simon Yates (GBR)             | 16.                  |
| 92                   | Lucas Hamilton (AUS)          | 60.                  |
| 93                   | Esteban Chaves (COL)          | 4.                   |
| 94                   | Alexander Edmondson (AUS)     | 85.                  |
| 95                   | Jack Haig (AUS)               | 29.                  |
| 96                   | Christopher Juul-Jensen (DEN) | 75.                  |
| 97                   | Mikel Nieve (ESP)             | 10.                  |

| Groupama-FDJ GFC | Groupama-FDJ GFC          | Groupama-FDJ GFC |
| ---------------- | ------------------------- | ---------------- |
| Nr.              | Rytter                    | Placering        |
| 101              | Arnaud Démare (FRA)       | 107.             |
| 102              | David Gaudu (FRA)         | 19.              |
| 103              | Jacopo Guarnieri (ITA)    | 115.             |
| 104              | Ignatas Konovalovas (LTU) | 99.              |
| 105              | Miles Scotson (AUS)       | 67.              |
| 106              | Kilian Frankiny (SUI)     | 110.             |
| 107              | Ramon Sinkeldam (NED)     | 79.              |

| Israel Start-Up Nation ISN | Israel Start-Up Nation ISN | Israel Start-Up Nation ISN |
| -------------------------- | -------------------------- | -------------------------- |
| Nr.                        | Rytter                     | Placering                  |
| 111                        | Davide Cimolai (ITA)       | 121.                       |
| 112                        | Alex Dowsett (GBR)         | DNS-1                      |
| 113                        | Rick Zabel (GER)           | 58.                        |
| 114                        | Ben Hermans (BEL)          | 7.                         |
| 115                        | Daniel Navarro (ESP)       | 33.                        |
| 117                        | Tom Van Asbroeck (BEL)     | 59.                        |

| CCC Team CCC | CCC Team CCC             | CCC Team CCC |
| ------------ | ------------------------ | ------------ |
| Nr.          | Rytter                   | Placering    |
| 121          | Patrick Bevin (NZL)      | 83.          |
| 122          | Víctor de la Parte (ESP) | 11.          |
| 123          | Kamil Gradek (POL)       | 71.          |
| 124          | Kamil Małecki (POL)      | 82.          |
| 125          | Szymon Sajnok (POL)      | 104.         |
| 126          | Matteo Trentin (ITA)     | 69.          |
| 127          | Attila Valter (HUN)      | 68.          |

| Jumbo-Visma TJV | Jumbo-Visma TJV         | Jumbo-Visma TJV |
| --------------- | ----------------------- | --------------- |
| Nr.             | Rytter                  | Placering       |
| 131             | George Bennett (NZL)    | 5.              |
| 132             | Pascal Eenkhoorn (NED)  | 72.             |
| 133             | Lennard Hofstede (NED)  | 77.             |
| 134             | Sepp Kuss (USA)         | 20.             |
| 135             | Timo Roosen (NED)       | 73.             |
| 136             | Gijs Leemreize (NED)    | DNF-1           |
| 137             | Finn Fisher-Black (NZL) | 117.            |

| Caja Rural-Seguros RGA CJR | Caja Rural-Seguros RGA CJR | Caja Rural-Seguros RGA CJR |
| -------------------------- | -------------------------- | -------------------------- |
| Nr.                        | Rytter                     | Placering                  |
| 141                        | Jonathan Lastra (ESP)      | DNS-3                      |
| 142                        | Alejandro Osorio (COL)     | 87.                        |
| 143                        | Cristián Rodríguez (ESP)   | 13.                        |
| 144                        | Jon Irisarri (ESP)         | 47.                        |
| 145                        | Jon Aberasturi (ESP)       | DNF-5                      |
| 146                        | Gonzalo Serrano (ESP)      | DNF-5                      |
| 147                        | Joel Nicolau (ESP)         | 76.                        |

| Burgos-BH BBH | Burgos-BH BBH            | Burgos-BH BBH |
| ------------- | ------------------------ | ------------- |
| Nr.           | Rytter                   | Placering     |
| 151           | Ángel Madrazo (ESP)      | 51.           |
| 152           | Willie Smit (RSA)        | 122.          |
| 153           | Jaume Sureda (ESP)       | DNF-3         |
| 154           | Óscar Cabedo (ESP)       | 84.           |
| 155           | Ángel Fuentes (ESP)      | 123.          |
| 156           | Jetse Bol (NED)          | 38.           |
| 157           | Juan Felipe Osorio (COL) | 40.           |

| Euskaltel-Euskadi EUS | Euskaltel-Euskadi EUS  | Euskaltel-Euskadi EUS |
| --------------------- | ---------------------- | --------------------- |
| Nr.                   | Rytter                 | Placering             |
| 161                   | Juan José Lobato (ESP) | DNF-5                 |
| 162                   | Mikel Aristi (ESP)     | DNF-5                 |
| 163                   | Julen Irizar (ESP)     | DNS-5                 |
| 164                   | Mikel Bizkarra (ESP)   | 42.                   |
| 165                   | Gotzon Martín (ESP)    | 78.                   |
| 166                   | Rubén Fernández (ESP)  | 32.                   |
| 167                   | Txomin Juaristi (ESP)  | 105.                  |

| Nippo-Delko One Provence NDP | Nippo-Delko One Provence NDP | Nippo-Delko One Provence NDP |
| ---------------------------- | ---------------------------- | ---------------------------- |
| Nr.                          | Rytter                       | Placering                    |
| 171                          | José Manuel Díaz (ESP)       | 18.                          |
| 172                          | Alessandro Fedeli (ITA)      | 88.                          |
| 173                          | Delio Fernández (ESP)        | 39.                          |
| 174                          | Mauro Finetto (ITA)          | 53.                          |
| 175                          | Biniam Girmay (ERI)          | DNF-5                        |
| 176                          | Riccardo Minali (ITA)        | 109.                         |
| 177                          | Mulu Hailemichael (ETH)      | 97.                          |

| Gazprom-RusVelo GAZ | Gazprom-RusVelo GAZ      | Gazprom-RusVelo GAZ |
| ------------------- | ------------------------ | ------------------- |
| Nr.                 | Rytter                   | Placering           |
| 181                 | Sergej Tjernetskij (RUS) | 22.                 |
| 182                 | Marco Canola (ITA)       | 93.                 |
| 183                 | Damiano Cima (ITA)       | 125.                |
| 184                 | Aleksej Rybalkin (RUS)   | 61.                 |
| 185                 | Nikolaj Tjerkasov (RUS)  | 80.                 |
| 186                 | Simone Velasco (ITA)     | 103.                |
| 187                 | Ivan Rovnyj (RUS)        | 65.                 |

| Bingoal-Wallonie Bruxelles WVA | Bingoal-Wallonie Bruxelles WVA | Bingoal-Wallonie Bruxelles WVA |
| ------------------------------ | ------------------------------ | ------------------------------ |
| Nr.                            | Rytter                         | Placering                      |
| 191                            | Laurens Huys (BEL)             | 45.                            |
| 192                            | Eliot Lietaer (BEL)            | 28.                            |
| 193                            | Arjen Livyns (BEL)             | 92.                            |
| 194                            | Baptiste Planckaert (BEL)      | 49.                            |
| 195                            | Ludovic Robeet (BEL)           | 119.                           |
| 196                            | Lionel Taminiaux (BEL)         | 95.                            |
| 197                            | Jelle Vanendert (BEL)          | 114.                           |

| Kometa-Xstra KMT | Kometa-Xstra KMT                 | Kometa-Xstra KMT |
| ---------------- | -------------------------------- | ---------------- |
| Nr.              | Rytter                           | Placering        |
| 201              | Alessandro Fancellu (ITA)        | DNF-5            |
| 202              | Márton Dina (HUN)                | 48.              |
| 203              | Diego Sevilla (ESP)              | 120.             |
| 204              | Alejandro Ropero (ESP)           | 98.              |
| 205              | Antonio Puppio (ITA)             | 81.              |
| 206              | José Antonio García Martín (ESP) | DNF-3            |
| 207              | Riccardo Verza (ITA)             | 118.             |

| Equipo Kern Pharma EKP | Equipo Kern Pharma EKP               | Equipo Kern Pharma EKP |
| ---------------------- | ------------------------------------ | ---------------------- |
| Nr.                    | Rytter                               | Placering              |
| 211                    | Jaime Castrillo (ESP)                | 44.                    |
| 212                    | Roger Adrià (ESP)                    | 37.                    |
| 213                    | Francisco Galván (ESP)               | DNF-5                  |
| 214                    | Jon Agirre (ESP)                     | DNF-4                  |
| 215                    | Urko Berrade (ESP)                   | 21.                    |
| 216                    | Enrique Sanz (ESP)                   | DNF-5                  |
| 217                    | Daniel Alejandro Méndez Noreña (COL) | 55.                    |